# John Walter Berry
Pour les articles homonymes, voir Berry (homonymie) et John Berry (homonymie).
John Walter Berry né le 18 décembre 1868 et mort le 5 septembre 1943 est un homme politique canadien.